# Cyril Peacock
Cyril Francis Peacock (né le 19 septembre 1929 dans le quartier de Fulham et mort le 31 décembre 1992 au même endroit) est un ancien coureur cycliste britannique, spécialiste de l'épreuve de vitesse sur piste.

## Palmarès

### Jeux olympiques
- Helsinski 1952
  - 4e de la vitesse

### Championnats du monde
- Paris 1952
  -  Médaillé de bronze de la vitesse amateurs
- Cologne 1954
  -  Champion du monde de vitesse amateurs

### Jeux de l'Empire britannique et du Commonwealth
- 1954
  -  Médaillé d'or de la vitesse

### Championnats nationaux
- Champion de Grande-Bretagne de vitesse amateurs : 1952, 1953 et 1954

### Autres compétitions
- Grand Prix de Paris amateurs : 1954